# Anhée
Anhée (en való Anhêye) és un municipi belga de la província de Namur a la regió valona. Es troba a la regió de Condroz, travessada pel Mosa i el Molignée. Limita amb Mettet a l'oest, Profondeville al nord, Yvoir a l'est, i Onhaye al sud. Comprèn les localitats de Bioul, Denée, Haut-le-Wastia, Salet, Anhée, Hun, Maredret, Sosoye, Annevoie-Rouillon i Warnant.

## Locs d'interès
- Els Jardins d'Annevoie
- El Monestir de Maredsous, obra major de l'arquitecte Jean de Bethune (1821-1894)